# Ernst Christoph Friedrich Knorre
Ernst Christoph Friedrich Knorre (* 11. Dezember 1759 in Neuhaldensleben; † 1. Dezember 1810 in Dorpat) war ein deutscher Astronom und Mathematiker.

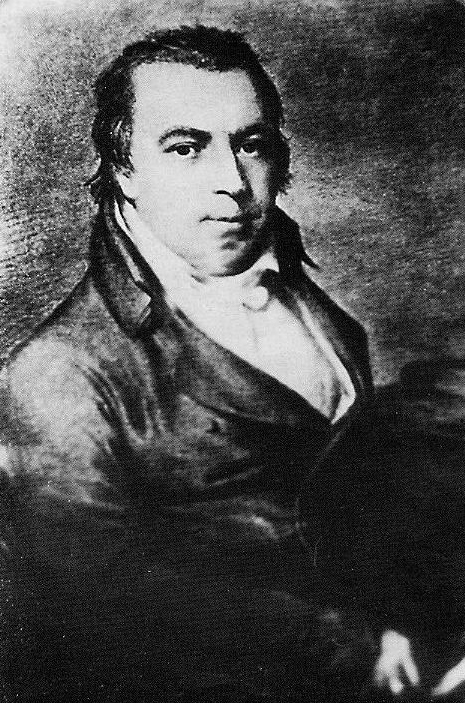
Ernst Friedrich Knorre

## Leben
Knorre war nach dem Studium der evangelischen Theologie in Halle zunächst Hauslehrer beim Buchhändler Gebauer in Halle und ab 1789 in Dorpat als Lehrer und später Direktor an der Höheren Töchterschule, wo schon sein älterer Bruder war, den er als Direktor ablöste, als dieser nach Narva ging. Außerdem war er Organist an der St.-Johannis-Kirche. 1803 wurde er außerordentlicher Professor für Mathematik an der neu gegründeten Universität Dorpat und Observator an der neu gegründeten Sternwarte Dorpat, die allerdings bei seinem frühzeitigen Tod noch nicht völlig fertiggestellt war.
Knorre war als Astronom Autodidakt und bestimmte noch vor Eröffnung der Sternwarte mit selbst gebauten Instrumenten die geographische Breite von Dorpat, was er später in anderen Orten Livlands fortsetzte. In seinen Längenbestimmungen war er weniger erfolgreich; von seinen Beobachtungen dazu konnte Friedrich Georg Wilhelm Struve nach seinem Tod nur eine verwerten. Mit dem Astronomen Johann Wilhelm Andreas Pfaff, der seit 1803 Professor für Mathematik war, kam er nicht gut aus: Dieser misstraute seinen Fähigkeiten und dies hielt ihn von der Sternwarte bis zu Pfaffs Weggang 1809 fern. Er publizierte astronomische Beobachtungen im Astronomischen Jahrbuch von Bode.
Er war seit 1790 mit Friederike Senff verheiratet und nach deren Tod 1791 heiratete er 1793 in Dorpat Sophie Senff, beides Schwestern von Karl August Senff und Töchter von Karl Friedrich Senf. Sein Sohn Karl Adolph (1799–1873) wurde ein im Baltikum bekannter Arzt, sein Sohn Karl Friedrich Knorre (1801–1883) Astronom und Direktor der Sternwarte Nikolajew. Dessen Sohn Viktor Knorre (1840–1919) war ebenfalls ein bekannter Astronom.
2010 wurde der Asteroid (14339) Knorre nach ihm, seinem Enkel Viktor und seinem Sohn Karl Friedrich benannt.

## Schriften
- Leitfaden bei meinen mathematischen Vorlesungen, Dorpat 1803
- Leitfaden für den Religionsunterricht in der Töchterschule zu Dorpat